# Eulerova metoda
Eulerova metoda je nejjednodušší metodou numerického řešení obyčejných diferenciálních rovnic s danými počátečními podmínkami. Publikoval ji Leonhard Euler v roce 1768. V oblasti numerické integrace lze nalézt určitou podobnost s obdélníkovou metodou.

## Odvození
Eulerova metoda vychází z rovnic pro změnu polohy x(t) a rychlosti v(t) určitého objektu. Proměnná a(t) značí zrychlení.
{\displaystyle a(t)={\frac {dv(t)}{dt}}}
a
{\displaystyle v(t)={\frac {dx(t)}{dt}}}
tedy
{\displaystyle v(t_{0}+h)=v(t_{0})+ha(t_{0})\,}
a
{\displaystyle x(t_{0}+h)=x(t_{0})+hv(t_{0})\,}

## Odchylka (chyba metody)
Odchylku Eulerovy metody lze nejlépe znázornit porovnáním s Taylorovým rozvojem trajektorie daného objektu. Pokud přesně známe x(t), v(t) a a(t) v čase t0, pak v čase t0 + h dává Eulerova metoda hodnotu
{\displaystyle x(t_{0}+h)=x(t_{0})+hv(t_{0}).\,}
Hodnota Taylorova rozvoje je
{\displaystyle x(t_{0}+h)=x(t_{0})+hv(t_{0})+{\frac {1}{2}}h^{2}a(t_{0})+O(h^{3}).}
Odchylka (také lokální diskretizační chyba nebo chyba jednoho kroku) Eulerovy metody je tedy dána rozdílem mezi těmito dvěma rovnicemi:
{\displaystyle -{\frac {1}{2}}h^{2}a(t_{0})+O(h^{3}).}